# Bos indicus
El cebú (Bos indicus) es una especie de bovino doméstico originario de Asia.

## Características
Los cebúes se caracterizan por la presencia de cuernos normalmente cortos, orejas caídas, joroba pronunciada sobre los hombros y amplia papada. El pelaje es corto y de color claro, frecuentemente blanco y uniforme, aunque en algunos individuos puede estar salpicado de manchas pequeñas y oscuras.

## Relaciones con los humanos
Su utilidad como animal doméstico está fuera de duda, pues se puede decir que sirve para casi todo. Se utiliza como animal de carga y tira por igual del carro y del arado; también se aprovecha su leche, piel y carne. 
La gran utilidad de este animal desde hace tanto tiempo ha acabado por convertirlo en la tradición brahmánica en una reencarnación de la fertilidad de la tierra. Su muerte, o el simple hecho de molestarlo por nada, es considerado un sacrilegio. Como consecuencia de esto, la India es actualmente el país con la mayor cabaña bovina del mundo, y los cebúes se pasean con total tranquilidad incluso por calles atestadas de tráfico.
Los cebúes también están presentes en el sur de China, Indochina, Malasia, Indonesia y Filipinas, así como Oriente Medio y la península arábiga. Su resistencia al calor y las enfermedades tropicales propició que ya en la época del Imperio Nuevo fuera introducido en Egipto, y posteriormente en toda el África oriental y Madagascar. Durante los siglos XIX y XX se llevaron ejemplares a Australia, Estados Unidos y América Latina, en especial a Brasil, Colombia y Centroamérica donde se han mezclado con las razas locales.
En 2011 Brasil descifró el genoma de la especie Bos primigenius indicus con la meta de mejorar la calidad de su carne, que representa la mayor parte de las exportaciones de este tipo del país.

## Cruzamiento
Sus cualidades físicas han sido objeto de atención por parte de ganaderos y rancheros estadounidenses, al punto tal de aprovecharlos para experimentar su cruce con razas bovinas puras, como Shorthorn, Aberdeen Angus o Hereford. Como resultado del cruce de razas cebuinas (principalmente Brahman) con estas razas puras, se obtuvieron las razas híbridas Santa Gertrudis (Brahman + Shorthorn), Braford (Brahman + Hereford) y Brangus (Brahman + Aberdeen Angus).